# Вологодський Петро Васильович
Петро Васильович Вологодський (30 січня 1863, село Куришинське, Канський округ,  Єнісейскої губернії — 19 листопада 1925, Харбін, Республіка Китай) — російський державний і громадський діяч.

## Біографія
Народився в сім'ї священика. 1884 року закінчив Томську чоловічу гімназію, потім вступив на юридичний факультет Санкт-Петербурзького університету. Був виключений за «погану поведінку» в 1887 році та відправлений в Томськ. В 1892 році склав екстерном екзамени за курс юридичного факультету Харківського університету.
З 1887 року служив у судових закладах Томська, Барнаула, Вірного, Семипалатинська. При введенні в Сибирі судових уставів в 1897 році перейшов у присяжні повіренні. Виступав як адвокат у політичному процесі в справі про демонстрації в Томську в 1905 році; як обвинувач у справі про чорносотенський погром у Томську в 1905 році.
Брав участь у створенні організації есерів у Томську. Був активним діячем обласничого руху, брав участь у підготовці проекту «Основні положення Сибірського обласного союзу» і в роботі його з'їзду, засідання котрого проходили у нього вдома 28-29 серпня 1905 року.
Був вибраний депутатом Другої Державної думи від Томської губернії по списку прогресистів, але в її роботі участі не брав, оскільки цар встиг розпустити думу до прибуття Вологодського в столицю.
В 1904–1905 роках був у складі редакції газети «Сибірський вістник». В 1916–1917 — співредактор газети «Сибірське життя».
В березні 1917 року став одним із трьох членів губернського комісаріату з управління Томською губернією, що створена після усунення від справ губернатора. В квітні-травні був головою на сесії Томського губернського народного зібрання, органу місцевого самоуправління. В кінці січня 1918 року на нелегальному засіданні Сибірської Обласної Думи був вибраний до Тимчасового Керівництва автономного Сибіру, призначений міністром іноземних справ. Після скинення радянської влади 30 липня 1918 року очолив Тимчасовий Сибірський уряд, був одним з членів Ради Міністрів Росії і його головою, під керівництвом Олександра Колчака, пішов в відставку 22 листопада 1919 року.
Постановою Адміністративної ради Тимчасового Сибірського уряду від 3 листопада 1918 року, Вологодському було присвоєне звання почесного громадянина Сибіру. Взимку 1919/1920 років емігрував до Китаю. Там служив у торгово-промисловому товаристві. 1920 року входив до Комітету представників російського населення Тяньцзиня.

## Твори
- «З історії питання про судову реформу в Сибіру», Російське багатство, 1892, № 12
- «З хроніки визвольного руху в Сибіру», Сибірські питання, 1906, № 2
- «Г. Н. Потанін (як публіцист Сибіру і громадський діяч)», Томськ, 1915
- «До питання про земство в Сибіру», Сибірська життя, 1916, 12,24 лютого
- «З хроніки антибільшовицького руху в Сибіру», Харбін, 1924
- «До утворення всеросійської влади в Сибіру», публ. Д. Вульфа, Вітчизняна історія, 2000, № 6
- Вологодський П. В. При владі і у вигнанні: Щоденник прем'єр-міністра антибільшовицьких урядів і емігранта в Китаї (1918–1925 рр.). Рязань, 2006.